# Publiczny obrót wtórny
Wtórny obrót publiczny – proponowanie przez osoby inne niż emitent lub subemitent usługowy nabycia praw z emitowanych w serii papierów wartościowych lub nabycie takich praw, jeżeli papiery te zostały dopuszczone do publicznego obrotu.
Wtórny obrót publiczny może się odbywać wyłącznie na rynku regulowanym.